# Pierre Connes
Pour les articles homonymes, voir Connes.
Pierre Connes, né à Paris le 28 juin 1928 et mort à Orsay le 22 février 2019, est un physicien français, directeur de recherches émérite au CNRS et titulaire de plusieurs prix de physique dont le prix Holweck. Spécialiste d’optique et de systèmes asservis, il a mis au point des dispositifs instrumentaux maintenant utilisés dans le monde entier, tels que les spectromètres à transformée de Fourier (météorologie, astronomie, spectroscopie atomique et moléculaire), les Fabry-Perot sphériques (lasers) et la détection hétérodyne. On lui doit également une contribution fondamentale à la détection des planètes extra-solaires par la méthode des vitesses radiales.

## Biographie
Pierre Connes est né à Paris le 28 juin 1928 mais a vécu son enfance à Dijon, où son père, Georges Connes, était professeur de littérature anglaise et américaine et sa mère, Henriette Legouis, agrégée d’anglais, était professeur au lycée de jeunes filles de Dijon. Pierre Connes descend de deux lignées indépendantes de littéraires, son père du Rouergue et son grand-père Émile Legouis de Normandie. Enfant, Pierre Connes a été marqué par la vie de résistant puis d'homme politique de son père. Pierre Connes est décédé à Orsay le 22 février 2019.
Après des études au lycée Carnot de Dijon, Pierre Connes intègre l'université de Dijon. Il rencontre sur les bancs de l'université Janine Roux, qu'il épousera en 1951 à Dijon, mariage célébré par Félix Kir, chanoine par vocation et collègue de son père pendant les dures journées de juin 1940. Georges Connes fut maire de Dijon à la Libération et le chanoine Kir lui succéda quand il se retira de la vie politique.

## Ses travaux de recherche
Après son agrégation de physique-chimie et deux ans d’enseignement dans le secondaire à Elbeuf puis à Vanves au lycée Michelet, Pierre Connes intégra le laboratoire Aimé-Cotton (LAC), dirigé par Pierre Jacquinot.

### Le Fabry-Perot sphérique et le SISAM
Dès son arrivée en 1955 au laboratoire Aimé-Cotton, spécialisé en spectroscopie interférentielle pour l'étude des structures du cortège électronique des éléments de la famille des terres rares, il invente l'interféromètre de Fabry-Perot sphérique, que l'on retrouve aujourd'hui sous une forme généralisée dans les cavités des lasers à gaz et qui sera embarqué en 1969 sur le satellite OGO 6 pour déterminer la largeur de la raie aéronomique de l'oxygène à 630 nanomètres, donc la température de la haute atmosphère (vers 150 kilomètres d’altitude). Suit le spectromètre interférentiel à sélection par l'amplitude de modulation (SISAM), qui fera l'objet de sa thèse en 1958 et qui sera adapté ultérieurement aux États-Unis pour des applications en physique de l'atmosphère sous le nom de Spectromètre hétérodyne spatial (SHS).

### Spectroscopie par transformée de Fourier au LAC (FTS)
À partir de 1958, il travaille à la spectroscopie par transformation de Fourier, qui a été le sujet de thèse de Janine Connes, et met au point avec ses étudiants une série d'interféromètres qui, pendant des décennies dans différents laboratoires et particulièrement au LAC, résoudront des problèmes de haute résolution en spectroscopie atomique et moléculaire : spectres d'atomes complexes, lanthanides, actinides, spectres des molécules d'iode et tellure qui ont eu d'importantes applications métrologiques, spectres de molécules diatomiques simples comme les dialcalins. Tous ces travaux ont donné lieu à la publication de nombreux atlas et ont été le sujet de nombreuses thèses réalisées dans le monde entier. Un spectromètre par TF de type Connes continue à être exploité au Groupe de spectrométrie moléculaire et atmosphérique (UMR CNRS 7331) de l’Université de Reims. Le spectromètre par TF IASI, développé par le CNES, sonde l’atmosphère de la Terre à bord des satellites Metop de météorologie opérationnelle d'EUMETSAT.

### Collaboration avec la NASA pour FTS en astronomie
En 1963, Pierre et Janine Connes sont invités par Lewis Kaplan, directeur scientifique de la Space Science Division, à passer un an au Jet Propulsion Laboratory de Pasadena (JPL). Le but était bien précis. Préparer l’amarssisage d'un modèle prévu dans l’opération VIKING programmée pour 12 ans plus tard. Pour cela il fallait, depuis la terre, mesurer la pression dans l’atmosphère de Mars par étude des raies d’absorption dans l’infrarouge. Restait à en déduire si, au moment du landing, il fallait utiliser un parachute ou des rétrofusées. La réponse fut qu'il fallait les 2 et c'est la procédure en 12 étapes toujours utilisée aujourd'hui. C’est le début d’une collaboration de 16 ans avec la NASA. C'est l'USAF (US AIRFORCE) qui transportera le matériel entre le LAC, l'observatoire de Haute Provence et les grands observatoires américains dont celui du Mont Palomar alors le plus grand du monde. Il développe plusieurs variantes du spectromètre, en particulier celle qui sera installée sur le Kuiper Airborne Observatory. C’est avec lui que Harold Larson et Fink découvrirent la glace sur la calotte glaciaire de Mars. D’autres furent accrochés à un ballon, mis dans l’espace sur les sondes Voyager 1 et Voyager 2. L'instrument ATMOS ayant volé sur la navette spatiale en 1992 est une retombée de cette filière initiée au JPL.

### Construction d’un ordinateur rapide de TF et d’un ordinateur en temps réel
Avant la découverte de la Fast Fourier Transform (FFT)  par James Cooley les temps de calcul étaient prohibitifs. Alors il conçut et câbla un ordinateur spécialisé à lampes et lignes à retard qui, pour le calcul des spectres devait battre les IBM de l’époque. Il fut abandonné quand la FFT apparut. Mais elle ne résolvait pas tout, car pour calculer le spectre il fallait  attendre la fin de l’enregistrement de l’interférogramme qui durait plusieurs heures. Alors il construisit avec Guy Michel un ordinateur en temps réel qui ne montrait l’évolution que d’une petite partie du spectre, mais suffisante pour détecter toute erreur qui aurait pu se produire pendant l’enregistrement. Il a été une pièce essentielle de tous les interféromètres construits depuis et fait partie intégrante du montage au même titre que les œils de chat ou la lame séparatrice.

### Le télescope de 4,2 mosaïque de 36 miroirs asservis
Dès l’époque des premiers spectres infrarouges, vers 1960, la nécessité de disposer de longs temps de grands télescopes s’est imposée. C’est dans une longue note que Pierre Connes, depuis le laboratoire Aimé Cotton toujours installé à Bellevue, présente une proposition pour un télescope optique entièrement asservi. Il y apparait pour la première fois l’idée de remplacer le miroir principal par une mosaïque de petits miroirs asservis.
En 1967 dans un article du Science Journal, il publie avec James Lovelock, D.A. Hitchcock, Peter Fellgett (en) et J. Ring  un article intitulé Detecting planetary Life from Earth. Ils arrivent à la conclusion qu'il faut disposer d'un télescope de 1 000 pouces et étudient en détail les asservissements. Il y est fait allusion au 4,2 m de Meudon dont la construction avait commencé au laboratoire Aimé Cotton de Bellevue financée par une action spécifique du CNRS. Il avait été transporté en 2 pièces sur le terrain de l’Observatoire de Meudon. Ce devait être la première pièce d’un grand projet visant à développer en France l’astronomie planétaire et stellaire dans l’infrarouge : construction de grands télescopes en mosaïques (dont le coût estimé aurait été 1% de celui du télescope d’Hawaï (la précision pouvant être inférieure à celle nécessaire dans le visible). Il fallait simultanément enregistrer en laboratoire par FTS, à une résolution suffisante jamais obtenue jusqu’alors, pour comparaison des spectres de laboratoire atomiques et moléculaires. Finalement le télescope fut construit, donna bien un spectre de Mars, fit l’objet de la thèse de Maximilien Cuisenier (P. Fellgett président du jury de thèse). Les améliorations techniques nécessaires sont répertoriées et un calendrier est établi pour leur réalisation. Mais le projet fut abandonné par manque d’intérêt des astronomes français et leur refus de collaborer avec certains laboratoires universitaires français. Seul essai réussi en France dans cette entreprise : découverte de raies atomiques dans des étoiles froides par le groupe de Quercy à Toulouse en collaboration avec le LAC. C’est la raison pour laquelle, excepté les observations faites aux 193 cm et 152 cm de l’observatoire de Haute-Provence avec la bienveillance de Charles Ferhenbach, tous les développements ultérieurs des interféromètres ont été réalisés au LAC et les interprétations de résultats faites aux U.S en collaboration avec la NASA et les laboratoires universitaires américains ayant des contrats avec elle.

### Quelques résultats de la FTS pour les atmosphères planétaires et stellaires
Entre les études sur Mars possibles dans les périodes d'opposition où la planète était visible depuis la terre, plusieurs interféromètres étudieront les atmosphères d'étoiles et d'autres planètes : Vénus, Jupiter, Saturne. Ils seront installés au foyer Coudé des 193 cm et 152 cm de Haute Provence et des principaux télescopes américains, dont plusieurs années à celui du prestigieux Mont Palomar.
En septembre 1964, soit moins d’un an après l’arrivée au JPL, la structure des bandes de CO2 sur Vénus était résolue au 91 cm de l'observatoire Steward grâce à une multiplication par 10 du pouvoir de résolution par rapport au meilleur spectre obtenu en 1963 par Gerard Kuiper. En 1966 elle sera multipliée par 100 au 193 cm du Centre d'Astronomie de Saint-Michel-l'Observatoire. En 1969 un atlas des spectres de Vénus, Mars, Jupiter et Saturne a été publié par les éditions du CNRS. Il ne sera pas actualisé en 1973 quand la résolution a été multipliée par 500 au Mont Palomar.
Les principales détections et leur interprétation ont été :
Dans le domaine des atmosphères planétaires :
- CO2 sur Vénus et Mars.
- Les spectres obtenus sur Mars en 1965 et 1967 donnèrent le résultat attendu : la séparation en raies séparées des bandes de CO2 dans les fenêtres de l’infrarouge proche permises par l’atmosphère terrestre, un domaine spectral qui n’occupe qu’une minuscule fraction de l’ensemble du spectre électromagnétique, mais qui est extrêmement riche en raies moléculaires. Les astrophysiciens de la Space Science Division du JPL en déduisirent enfin le résultat espéré : une pression au sol de 5 mb environ. Conclusion : il fallait mettre en œuvre à la fois parachute et rétrofusées, le premier pour éliminer sans dépense de carburant le plus gros de l’énergie cinétique du vaisseau spatial, les secondes pour toucher le sol sans casse. Et telle est restée depuis la méthode de tous les Martian soft landings, lesquels utilisent invariablement comme frein préliminaire cette atmosphère extrêmement ténue[15].
- CO sur Vénus[16], et CO sur Mars[17], et la détermination de la pression avec Lewis Kaplan et William Benedict de l'université Johns Hopkins de Baltimore, de septembre 1964 à 1976.
- Acide chlorhydrique (HCL) et acide fluorhydrique (FH) dans l'atmosphère de Vénus[18] en Mars 1967.
- Émission de O2 sur Vénus et Mars et mesure de l’abondance d’ozone dans l’atmosphère martienne[19] avec J.F. Noxon de l’observatoire de Fritz Peak, W.A. Traub et N.P. Carleton du Smithsonian Astrophysical Observatory.
- Émission de O2 nuit et jour sur Vénus[20].
- Variation de concentration de di-oxygène (O2) et d’ozone (O3) sur Mars[21].

Dans le domaine des atmosphères stellaires :
- Raies telluriques dans le spectre d’Arcturus[22].
- CO, HF, proportion C13/C12, dans le spectre de alpha Ori[23] avec H. Spinrad de l’Université de Berkeley, L.D. Kaplan, V.G. Kunde du Goddard Space Flight Center et J.P. Maillard de Paris-Meudon.

### Réseau de télescopes reliés par fibres optiques - Exoplanètes - Fibre optique carrée brouilleur idéal

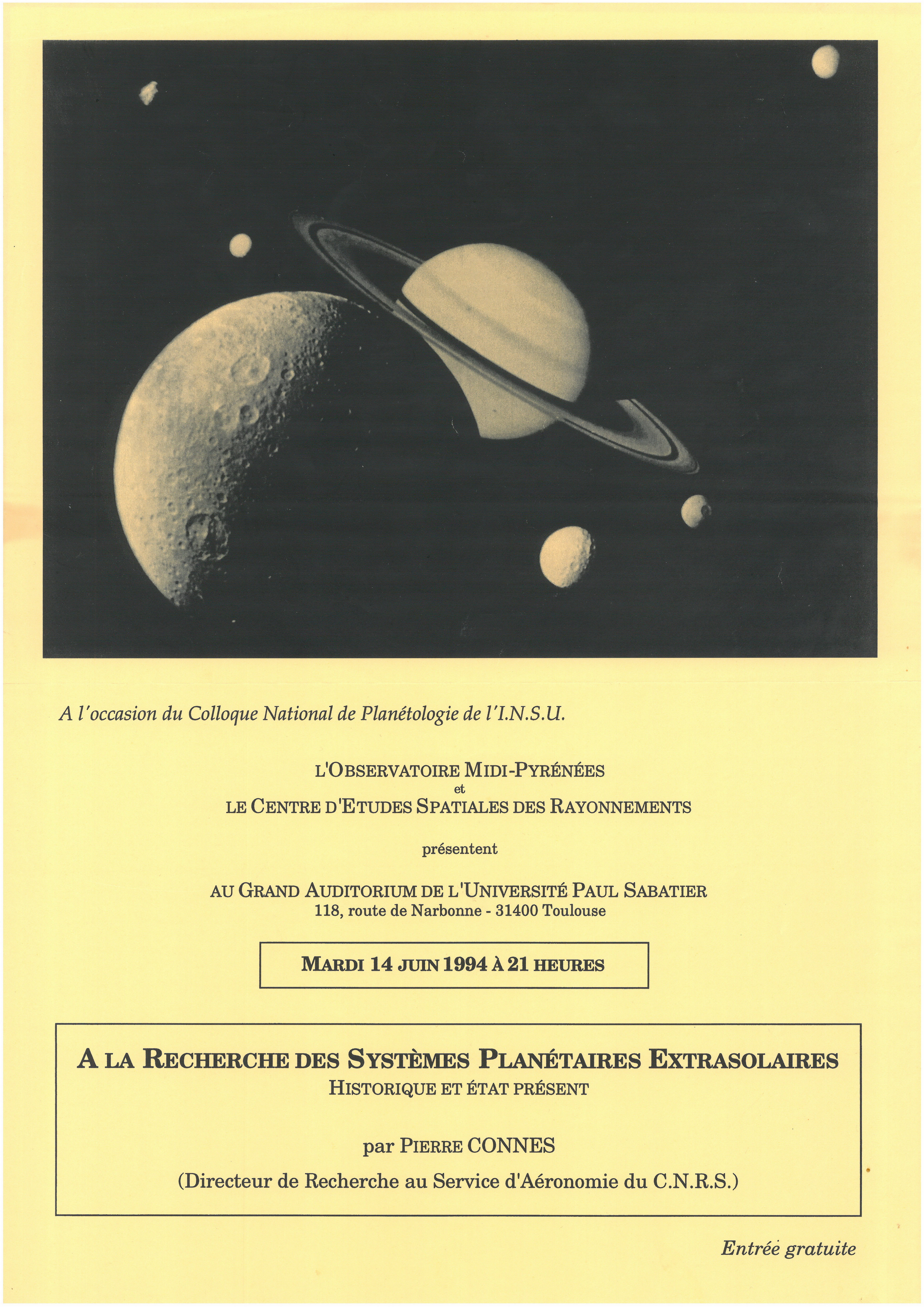
Affiche conférence Pierre Connes INSU 1994.

Ces 3 développements sont destinés à la résolution du même problème fondamental auquel s’est attaqué la NASA : la détection d’une vie extraterrestre. Depuis son séjour au JPL en 1963, c’est vers une contribution à la solution dudit problème que tendent tous ses efforts. Il y a deux voies distinctes partant toutes les deux du JPL. La première est le projet de recherche d’une intelligence extraterrestre (SETI) qui mobilise des radiotélescopes, à l’écoute d’éventuels signaux émis par d’autres civilisations. L’autre consiste à détecter sur les planètes de notre système solaire les plus proches, avec des spectromètres, les composantes de leur atmosphère et quand c’est possible l’étude d’échantillons qui révèleraient des matières organiques, briques du vivant. Et c’est à cette deuxième aventure que Pierre Connes a collaboré depuis 1963, en faisant les plans d’interféromètres à placer dans l’espace et en obtenant depuis la terre des spectres d’atmosphères planétaires à très haute résolution. Pour cela il faut recueillir le plus de photons possible, donc avoir les plus grands télescopes possibles, s’affranchir de la turbulence atmosphérique et des erreurs de guidage par l’emploi de fibres à section spéciale, employer le bon spectromètre et la bonne méthode. Il poursuivra ses travaux au LAC, au Service d'aéronomie de Verrières-le-Buisson (LATMOS) qu’il intègre en 1979, avec des interruptions aux US.
Il est visiting scientist au département d’astronomie de Berkeley de 1974 à 1975 et est détaché au JILA de l’Université de Boulder de 1985 à 1986, puis visiting scientist au Jet Propulsion Laboratory (JPL) en 1986 et 1987 et en 1989 visiting scientist à l’Université de Tucson.
S’ensuivirent depuis les années 1970 des séries d’articles, de rapports prospectifs, de thèses, de constructions de prototypes. Ses études approfondies des méthodes de détection des exoplanètes et ses propositions nouvelles sont présentées en 1977 dans une longue étude interne (A proposed ground based technique for measuring parallaxes and detecting dark companions) et à une conférence de l’ESO, en 1978 à des colloques de l’Union astronomique internationale de Padoue (colloque on European Satellites Astronometry), à Vienne (IAU colloque 38, on Modern Astrometry), à l’Université du Maryland, en 1979 à Washington.
En 1984, il publie son premier article sur l’accélérométrie astronomique absolue (absolute astronomical accelerometry, AAA), qui doit permettre de mesurer les variations périodiques de la vitesse radiale d’une étoile, quand celle-ci possède une planète. En effet, étoile et planète forment un système et gravitent autour du centre de gravité de ce système. On ne voit pas la planète, mais on détecte le mouvement périodique de l’étoile qui s’approche et s’éloigne : la vitesse radiale de l’étoile est mesurée par le petit effet Doppler induit sur le spectre de l’étoile (méthode indirecte de détection des exoplanètes). Dans cet article, il calcule les limites théoriques de la méthode quand on dispose de tout le spectre visible avec une grande résolution spectrale (spectromètre à dispersion croisée). Il en conclut qu'il est possible avec un télescope de 1 mètre de diamètre et une pose d’une heure, de détecter une variation de vitesse de 1 mètre par seconde sur un astre de magnitude 10.
Les idées de Pierre Connes furent reprises en les simplifiant par les astronomes de Genève Michel Mayor et Didier Queloz[citation nécessaire], tout d’abord avec un nouveau spectromètre à dispersion croisée français (ÉLODIE), qui leur permit en 1995 à l’Observatoire de Haute-Provence la première détection non ambiguë d’une planète extrasolaire autour d’une étoile de la séquence principale (51 Pegasi b), puis avec la construction du spectromètre sous vide HARPS, installé sur le télescope de 3,6 mètres de l'ESO à l’Observatoire de La Silla, au Chili, en 2003.
Cette même année 1984 au colloque de Cargèse, il propose avec Claude Froehly et P. Fach l’emploi de deux fibres monomodes d’égale longueur pour relier deux télescopes à une station centrale. C’est le début d’une longue collaboration avec l’Université de Limoges, C. Froehly, F. Reynaud et J. J. Alleman. En 1987, il réalise avec François Roddier, S. Skaklan et E. Ribak une étude de réseau de télescopes reliés par fibres. Un an plus tard, la démonstration est faite avec François Reynaud de la faisabilité des futurs réseaux de radiotélescopes et de télescopes optiques. Deux fibres monomodes (SM) de 100 mètres sont installées sur le radiotélescope de Nançay et forment un interféromètre de Mach-Zehnder. Les études du prototype se poursuivent avec F. Reynaud et J.J. Alleman,. L’ensemble de ces réalisations fait qu’il est considéré comme le précurseur des plus grands télescopes qui sont ou seront jamais construits.
À côté de ces réalisations expérimentales, en 1992, il fait dans le journal Astronomy & Astrophysics une revue générale sur l’emploi des fibres optiques dans les instruments en astronomie, le point sur le développement de l’AAA en 1994 et, en 1996, continue des études théoriques sur la démonstration de la limite du bruit de photon dans la vitesse radiale stellaire. Ses travaux sur l’AAA se poursuivent avec J. Schmitt et François Bouchy. En 1999, aux journées nationales d’optique guidées, il préconise l’emploi de fibres carrées comme stabilisateur-brouilleur idéal du faisceau à l’entrée d’un spectromètre astronomique, idée reprise maintenant systématiquement, avec des fibres à section octogonale pour la recherche des exoplanètes.

## Distinctions - Prix
- Jacques Bardet du GAMS (groupement pour l'avancement des méthodes spectrographiques et autres méthodes physiques d'analyse) 1959
- Prix Aimé Cotton 1959[36] de la Société Française de Physique
- Médaille de bronze du CNRS 1959[37]
- Parville de l’Académie des sciences 1965
- Prix Holweck 1970 de la Société française de physique et de l'Institute of Physics et la Physical Society
- Prix Ancel de la Société française de photographie
- Prix Jaffé 1969 de l’Académie des sciences[38]
- Prix Galitzine de la Société d’encouragement à l’industrie